# Масовий іменник
В англійській лінгвістиці масовий іменник, незлічуваний іменник, або іменник без рахунку — це іменник із синтаксичною властивістю, будь-яка його кількість трактується як недиференційована одиниця, а не як щось із дискретними підмножинами. Незлічувані іменники відрізняються від злічуваних іменників.
З огляду на те, що різні мови мають різні граматичні ознаки, фактичний тест, для якого іменники є масовими іменниками, може варіюватися в різних мовах. В англійській мові масові іменники характеризуються тим, що вони не можуть бути безпосередньо змінені числівником без вказівки одиниці виміру, і що вони не можуть поєднуватися з невизначеним артиклем (a або an). Таким чином, масовий іменник «water — вода» кількісно визначається як «20 літрів води — 20 litres of water», тоді як злічувальний іменник «chair — стілець» кількісно визначається як «20 стільців — 20 chairs». Однак іменники як масові, так і злічувані можна оцінити у відносному вираженні без специфікації одиниці (наприклад, «стільки води — so much water», «стільки стільців — so many chairs»).
Деякі масові іменники можуть використовуватися в англійській мові в множині, щоб означати «більше одного екземпляра (або прикладу) певного роду сутності» — наприклад, «Many cleaning agents today are technically not soaps, but detergents. — Багато чистячих засобів сьогодні технічно не мила, а миючі засоби.» У таких випадках вони вже не відіграють ролі масових іменників, але (синтаксично) вони трактуються як злічувані іменники.
Деякі іменники можна використовувати безсторонньо як масові чи злічувані іменники, наприклад, three cabbages — три капусти або three heads of cabbage — три головки капусти; three ropes — три мотузки або three lengths of rope — три довжини мотузки. Деякі мають різні значення як масові і злічуні іменники: paper — папір є масовим іменником як матеріал (three reams of paper — три пачки паперу, two sheets of paper — два аркуші паперу), але злічуваними іменниками як одиницями письма («the students passed in their papers — учні передавали свої роботи»).

## Граматичне число та фізична дискретність
В англійській мові (і в багатьох інших мовах) спостерігається тенденція до іменників, що відносяться до рідин (water — вода, juice — сік), порошків (sugar — цукор, sand — пісок) або речовин (metal — метал, wood — деревина), що використовуються в масовому синтаксисі, а до іменників, що відносяться до предметів чи людей відносяться до злічуваних іменників. Але є багато винятків: різниця між масовістю і кількістю є властивістю умов, а не їх референтів. Наприклад, один і той же набір стільців можна назвати як «seven chairs — сім стільців» (кількість) і як «furniture — меблі» (масовість); середньоанглійський масовий іменник pease — торф став злічуваним іменником pea — горох за допомогою морфологічного реаналізу; «vegetables — овочі» — це форма множини, в той час як англійський сленговий британський синонім «veg» є масовим іменником.
У мовах, що мають частковий випадок, розрізнення є явним та обов'язковим. Наприклад, у фінській мові join vettä, «I drank (some) water — Я пив (якусь) воду», слово vesi, «water — вода», є частковим випадком. Пов'язане речення join veden, «I drank (the) water — Я пив ту воду», використовуючи знахідний відмінок, припускає, що була певна кількість злічуваної води, яка була повністю випита.
Робота логістів, таких як Годехард Лінк та Манфред Крифка, встановила, що для розрізнення масовості/кількості можна дати точне, математичне визначення з точки зору квантування та кумуляції.

## Кумулятивні та масові іменники
Вираз P має кумулятивне посилання тоді і лише тоді, коли для будь-якого Х і Y:
Якщо Х можна описати як P і Y можна описати як P, так само, як суму Х і Y можна також описати як P.
У більш формальних термінах (Крифка 1998): 
https://wikimedia.org/api/rest_v1/media/math/render/svg/b436d20552c53c4ece799a9a6f85fb9b0281a6ec [Архівовано 1 вересня 2019 у Wayback Machine.]
що може бути прочитано як: Х є кумулятивним, якщо існує хоча б одна пара х, у, де х і у є різними, і обидва мають властивість Х, і якщо для всіх можливих пар х і у що відповідає цьому опису, Х є властивістю суми х і у.
Розглянемо, наприклад, cutlery — столові прибори: якщо одна колекція столових приборів поєднується з іншою, у нас все ще є «cutlery — столові прибори». Так само, якщо у воду додати воду, у нас все ще є «water — вода». Але якщо крісло додати до іншого, у нас немає «стільця», а скоріше два стільці — two chairs. Таким чином, іменники «cutlery — столові прибори» та «water — вода» мають сукупне посилання, тоді як вираз «a chair — стілець» не має. Проте, вираз «chairs — стільці» говорить про те, що узагальнення насправді не характерне для розрізнення масовості. Як багато хто зазначав, можна надати альтернативний аналіз, за допомогою якого масовим іменникам та іменникам множини відмічається аналогічна семантика, відмінна від іменників відмінювання злічувальної однини.
Вираз P має квантоване посилання, тоді і лише тоді, для будь-якого X: Якщо Х можна описати як P, то жодна власна частина Х не може бути описана як P.
Це можна помітити у випадку іменника house — будинок: немає власної частини a house — будинок, наприклад, the bathroom — ванна кімната або the entrance door — вхідні двері, — це сам будинок. Аналогічно, немає власної частини a man — чоловік, скажімо, його вказівний палець або коліно можна описати як чоловік. Отже, house — будинок і man — чоловік мають квантоване посилання. Однак колекції cutlery — столових приборів мають відповідні частини, які самі по собі можуть бути описані як cutlery — столові прибори. Звідси cutlery — столові прибори не має квантованого посилання. Зауважте ще раз, що це, мабуть, не факт синтаксису масової кількості, а прототипні приклади, оскільки багато іменників однини мають референти, власні частини яких можна описати тим самим терміном. Приклади включають ділені кількісні іменники, як «rope — мотузка», «string — струна», «stone — камінь», «tile — плитка» тощо. 
вирази не є ні квантованими, ні кумулятивними. Приклади таких включають збірні іменники такі, як committee — комітет. Комітет — committee цілком може містити власну частину, яка сама є комітетом. Отже, цей вираз не квантується. Воно також не є сукупним: сума двох окремих комітетів не обов'язково є комітет. З точки зору розрізнення масовості/кількості, committee — комітет поводиться як кількісний іменник. Деякі з цих прикладів взяті для того, щоб показати, що найкращою характеристикою масових іменників є те, що вони є кумулятивними іменниками. У таких випадках кількісні іменники повинні бути охарактеризовані як некумулятивні іменники: ця характеристика правильно групує committee — комітет разом з кількісними іменниками. Якби замість цього ми вибрали, щоб охарактеризувати, злічувані іменники як квантовані, а масові іменники як неквантовані, ми б (неправильно) очікували, що комітет буде масовим іменником. Однак, як зазначалося вище, така характеристика не дозволяє пояснити багато центральних явищ розрізнення масовості.
| Приклади advice — порада blood — кров criticism — критика equipment — обладнання evidence — докази furniture — меблі foliage — листя garbage — сміття homework — домашнє завдання housework — домашня робота information — інформація knowledge — знання luggage — багаж mathematics — математика money — гроші music — музика pollution — забруднення progress — прогрес software — програмне забезпечення traffic — трафік transportation — транспортування trash — сміття |
| --- |

## Кілька значень для одного іменника
Багато англійських іменників можуть вживатися як у синтаксисі масових, так і злічуваних чисел, і в цих випадках вони набувають кумулятивного посилання при використанні як масових іменників. Наприклад, можна сказати, що « there's apple in this sauce — в цьому соусі є яблуко», і тоді яблуко має кумулятивне посилання, і, отже, використовується як масовий іменник. Назви тварин, такі як «chicken — курка», «fox — лисиця» або «lamb — ягня», підраховуються при посиланні на самих тварин, але є масовими при посиланні на їх м'ясо, хутро або інші вироблені ними речовини. (наприклад, «I'm cooking chicken tonight — Я готую курку сьогодні ввечері» або «This coat is made of fox. — Ця шуба зроблена з лисиці».) І навпаки, «fire — вогонь» часто використовується як масовий іменник, але «a fire — цей вогонь» відноситься до дискретного утворення.
Речовини, такі як « water — вода», які часто використовується в якості масових іменників, можуть використовуватися в якості злічуваних іменників для позначення довільних одиниці речовини («Two waters, please  - Дві води, будь ласка») або декількох типів/різновидів («waters of the world — води світу»). 
Можна сказати, що масові іменники, які використовуються як злічувані іменники, «підраховуються», а ті, що використовуються як масові іменники, «масифіковані». Однак це може сплутати синтаксис і семантику, припускаючи, що слова, що позначають речовини, є за замовчуванням масовими іменниками.
Згідно з багатьма даними, іменники не мають лексичної специфікації статусу масового підрахунку, а натомість визначаються як такі лише тоді, коли вони вживаються у реченні.  Іменники відрізняються тим, наскільки вони можуть бути гнучко вжиті, в значній мірі залежать від їх значень та контексту вживання. Наприклад, злічуваний іменник «house — будинок» важко використовувати як масовий (хоча це явно можливо), а масовий іменник «cutlery — столові прилади» найчастіше використовується як масовий, незважаючи на те, що він позначає предмети і має кількість еквівалентів іншими мовами:
- Неправильно: * There is house on the road. — На дорозі є будинок. (Неправильно, навіть якщо розглядається катастрофа)
- Неправильно: * There is a cutlery on the table. — На столі столові прибори. (Неправильно, навіть якщо на столі лежить лише одна виделка)
- Правильно: You got a lot of house for your money since the recession. — Ви отримали багато будинків за свої гроші після рецесії.
- Правильно: Spanish cutlery is my favorite. (type / kind reading) — Іспанські столові прибори є моїми улюбленими. (тип/вид)

У деяких мовах, таких як китайська та японська, деякі стверджують, що всі іменники є фактично масовими іменниками, вимагаючи кількісного визначення слова міри.
| Приклади air — повітря art — мистецтво fish — риба food — їжа grass — трава meat — м'ясо milk — молоко notation — записи paper — папір sand — пісок soap — мило sugar — цукор travel — подорож water — вода |
| --- |

## Кількісне визначення
Деякі кількісні показники характерні для масових іменників (наприклад, an amount of — кількість) або злічуваних іменників (наприклад, a number of — деяка кількість, every — кожен). Інші можна використовувати з обома типами (наприклад, a lot of — багато, some — деякі).

## Словаfewer— меншеіless— менше
Much — багато і little — мало кваліфікують масові іменники, many — багато і few — трохи мають аналогічну функцію для злічуваних іменників:
- How much damage? —Very little. — Скільки шкоди? — Дуже мало.
- How many mistakes? —Very few. — Скільки помилок? — Дуже мало.

Тоді як more — більше і most — найбільше є порівняльними (вищими) та найвищими, обоє much — багато і many — багато, few — трохи і little — мало мають різні порівняльні (вищі) та найвищі (fewer — менше, fewest — найменше і less — менше, least — найменше). Однак додаткове використання less — менше і least — найменше з кількісними іменниками поширено у багатьох контекстах, деякі з яких залучають критику як нестандартну чи низькопрестижну. Ця критика сягає щонайменше 1770 року; використання датується давньоанглійської мови. 
У 2008 році Теско змінив знаки оформлення замовлення в супермаркеті, що читалося «Ten items or less — Десять предметів чи менше», після скарг на погану граматику; він перейшов на «Ten items or less — До десяти предметів», а не на «Ten items or fewer — Десять предметів або менше» за пропозицією Звичайної англійської кампанії.

## Зв'язок збірного іменника та масового іменника
Часто виникає плутанина щодо двох різних понять збірного і масового іменника. Як правило, збірні іменники не є масовими іменниками, а скоріше є особливою підмножиною злічуваних іменників. Однак термін «збірний іменник» часто використовується для позначання «масовий іменник» (навіть у деяких словниках), оскільки користувачі пов'язують два різні види незмінності числа дієслів: (а) те, що спостерігається з масовими іменниками, такими як «water — вода» чи «furniture — меблі», з якими використовуються лише форми однини дієслова, оскільки складова є граматично недискретною (хоча це може бути «water — вода»] або не може бути «furniture — меблі»] етично недискретною); та (b) те, що бачиться з збірними іменниками, що є результатом метонімічного зсуву групи та її (як граматично, так і етично) дискретних складових.
Деякі слова, включаючи «mathematics — математика» та «physics — фізика», розвинули справжні сенси масового іменника, незважаючи на те, що виросли з коренів злічуваних іменників.

## Зовнішні посилання
- https://just-english.com.ua/odnina-i-mnozhina-imennikiv/ [Архівовано 27 січня 2020 у Wayback Machine.]
- Semantic Archives: Mass nouns, count nouns and non-count nouns (http://semanticsarchive.net/Archive/jRiNmJkM/) [Архівовано 1 березня 2020 у Wayback Machine.]·